# Kasachische Volleyballnationalmannschaft der Männer
Die kasachische Volleyballnationalmannschaft der Männer ist eine Auswahl der besten kasachischen Spieler, die die Volleyball Federation of Republic of Kazakhstan bei internationalen Turnieren und Länderspielen repräsentiert. Die Mannschaft entstand 1991 nach dem Zerfall der Sowjetunion.

## Geschichte

### Weltmeisterschaften
Im Jahr 2002 nahmen die Kasachen erstmals an einer Volleyball-Weltmeisterschaft teil und belegten den 19. Platz. Bei der WM 2006 erreichten sie den 21. Rang.

### Olympische Spiele
Kasachstan konnte sich bisher nicht für Olympische Spiele qualifizieren.

### Asienmeisterschaften
Gleich bei ihrer ersten Teilnahme an der Volleyball-Asienmeisterschaft erreichten die Kasachen das Endspiel gegen Südkorea. Zwei Jahre später rutschten sie auf Platz 14 ab. Bei den Turnieren 1999 bis 2003 steigerten sie sich vom elften auf den achten Rang. 2007 wurden sie Zehnter.

### World Cup
Am World Cup war Kasachstan bisher nicht beteiligt.

### Weltliga
Erstmals nahm Kasachstan 2015 an der Weltliga teil, wurde in der Division III mit nur einem Sieg Dritter und schied aus.